# Eeke van der Veen
Eelke (Eeke) van der Veen (Wonseradeel, 21 juni 1946) is een Nederlands voormalig politicus. Hij was namens de Partij van de Arbeid van 30 november 2006 tot 20 september 2012 lid van de Tweede Kamer.
Eeke van der Veen studeerde organisatiesociologie aan de Rijksuniversiteit Groningen en aan de Erasmus Universiteit Rotterdam. Van 1975 tot 1988 was hij werkzaam bij achtereenvolgens de Nationale Kruisvereniging en de Ziekenfondsraad. In 1988 werd hij directeur van ziektekostenverzekeraar ZAO. Na een fusie van ZAO met Anova en Anoz in 1999 werd Van der Veen voorzitter van de Raad van Bestuur van de nieuw gevormde Agis Zorgverzekeringen.
Bij de Tweede Kamerverkiezingen 2006 werd Van der Veen, die sinds 1977 lid is van de PvdA, gekozen als lid van het parlement. Hij is woordvoerder financiering van de zorg, stelsel en ziekenhuizen. Bij de Tweede Kamerverkiezingen 2010 werd hij herkozen. Bij de Tweede Kamerverkiezingen 2012 stelde hij zich niet opnieuw verkiesbaar.